# Michel Pollentier
Michel Pollentier (Diksmuide, 13 februari 1951) is een voormalig Belgisch wielrenner. Hij viel op door zijn hoekige en scheve stijl op de fiets, maar was desalniettemin een succesvol renner. Daarnaast blijft hij ook herinnerd door zijn poging tot dopingfraude in de Ronde van Frankrijk van 1978. Hij behaalde in totaal 89 profzeges.

## Loopbaan
Hij debuteerde als prof in 1973 bij de Flandriaploeg. Zijn eerste opvallende prestatie behaalde hij in de Ronde van Frankrijk van 1974. Hij werd 7de in het eindklassement en won de laatste tijdrit voor Eddy Merckx. Ook de volgende twee jaar behaalde hij een ritzege in de Ronde. In 1977 brak hij volledig door toen hij, na de opgave van zijn kopman Freddy Maertens, verrassend de Ronde van Italië wist te winnen voor Francesco Moser. Vooral deze zege bezorgde hem dat jaar de titel Belgisch Sportman van het jaar. Hij werd ook nog twee jaar na elkaar Belgisch kampioen in 1977 en 1978 en bevestigde als ronderenner met zeges in de Ronde van Zwitserland (1977) en de Dauphiné Libéré (1978).
Hij startte als een van de favorieten in de Ronde van Frankrijk van 1978 en werd leider in het klassement na zijn ritzege in de voorlaatste bergrit op Alpe d'Huez. Bij de dopingcontrole probeerde hij echter fraude te plegen. Hij had zuivere urine verstopt in een peer onder de oksel die hij via een slangetje probeerde af te leveren. Hij werd echter betrapt en uit de race gezet. Aan dit incident hield hij de bijnaam Peerke over. (NOS-commentator en oud-wielrenner Maarten Ducrot vertelde in het tv-verslag van de rit naar Alpe d'Huez in juli 2013 dat het niet om een peertje ging, maar om een met urine gevuld condoom dat in de anus van Pollentier was aangebracht. Maar omdat men het in 1978 niet kies vond om dergelijke intieme details bekend te maken, werd volgens Ducrot het verhaal van het peertje onder de oksel bedacht en de wereld in geholpen). Deze versie werd bevestigd door Freddy Maertens.
Nadien haalde hij als ronderenner nog tweemaal het podium van de Ronde van Spanje. In 1980 won hij nog de Brabantse Pijl en vooral de Ronde van Vlaanderen, maar een jaar later verdween Pollentiers boekhouder met zeven miljoen frank en was hij failliet. Hij belandde hierdoor in een depressie. Hij reed na 1978 nog voor de wielerploegen Splendor, Vermeer-Thijs en Safir.
Na zijn carrière als renner hield hij zich bezig met jonge renners. Zo is hij voorzitter en ploegleider van de wielerploeg De Lombarden voor beloften en elite zonder contract. Daarnaast heeft hij ook zijn eigen bandencentrale in Nieuwpoort.

## Teams
Hij reed voor volgende teams:
- 1973 Flandria-Shimano
- 1974-1975 Flandria-Carpenter
- 1976-1978 Flandria-Velda
- 1979 Splendor-Eurosoap
- 1980 Splendor-Admiral
- 1981 Vermeer Thijs
- 1982 Safir-Marc
- 1983-1984 Safir-Van de Ven

## Palmares (selectie belangrijkste resultaten)
- Ronde van Frankrijk : 7e 1974 en 1976
  - ritzege (1974 , 1975, 1976)
- Ronde van Italië (1ste 1977)
  - ritzege (1977)
- Ronde van Spanje (2e 1982 3e 1979 6e 1977
  - ritzege (1977, 1984)
- Nationaal kampioen België (1977, 1978)
- Ronde van Vlaanderen (1980)
- Ronde van Zwitserland (1e 1977)
  - ritzeges (3x 1976, 4x 1977, 2x 1978)
  - puntenklassement (1977)
- Ronde van België (1978)
- Dauphiné Libéré (1e 1978)
- Brabantse Pijl (1980)
- Montjuich (1976, 1978)

Daarnaast werd hij ook Belgisch Sportman van het jaar in 1977.

## Overwinningen
1974
- 21b etappe Ronde van Frankrijk

1975
- 13e etappe Ronde van Frankrijk
- 6e etappe Dauphine Libere
- 1e etappe Ronde van België

1976
- 1e etappe Ronde van België
- 3e etappe Ronde van België
- Eindklassement Ronde van België
- Trophee Baracchi
- Eindklassement Escalada a Montjuich
- 16e etappe Ronde van Frankrijk
- proloog Ronde van Zwitserland
- 2e etappe Ronde van Zwitserland
- 4a etappe Ronde van Zwitserland
- 9b etappe Ronde van Zwitserland

1977
- 21e etappe Ronde van Italië
- Eindklassement Ronde van Italië
- proloog Ronde van Zwitserland
- 3a etappe Ronde van Zwitserland
- 3b etappe Ronde van Zwitserland
- 9b etappe Ronde van Zwitserland
- Eindklassement Ronde van Zwitserland
- 4e etappe Ronde van Spanje

1978
- 5e etappe Dauphine Libere
- 7b etappe Dauphine Libere
- Eindklassement Dauphine Libere
- 1a etappe Ronde van Mallorca
- 2a etappe Ronde van Mallorca
- Eindklassement Ronde van Mallorca
- Eindklassement Escalada a Montjuich
- 1e etappe Circuit Franco-Belge
- 4b etappe Ronde van Zwitserland
- 9b etappe Ronde van Zwitserland

1979
- Maël-Pestivien

1980
- Ronde van Vlaanderen
- Brabantse Pijl

1984
- 6e etappe Ronde van Spanje

## Resultaten in voornaamste wedstrijden
| Jaar | Ronde van Italië | Ronde van Frankrijk | Ronde van Spanje |
| ---- | ---------------- | ------------------- | ---------------- |
| 1973 |                  | 34e                 |                  |
| 1974 |                  | 7e (1)              |                  |
| 1975 |                  | 23e (1)             |                  |
| 1976 |                  | 7e (1)              |                  |
| 1977 | ↑ (1)            |                     | 6e (1)           |
| 1978 |                  | uitgesloten         |                  |
| 1979 |                  | opgave              | ↑                |
| 1980 |                  | opgave              | 26e              |
| 1981 |                  | opgave              |                  |
| 1982 |                  |                     | ↑                |
| 1983 |                  |                     |                  |
| 1984 |                  |                     | 13e (1)          |

| Jaar | Milaan-San Remo | Gent-Wevelgem | Ronde van Vlaanderen | Parijs-Roubaix | Amstel Gold Race | Luik-Bast.‑Luik | Ronde van Lombardije | Brabantse Pijl | Waalse Pijl | Omloop Het Volk |  | WK op de weg |
| ---- | --------------- | ------------- | -------------------- | -------------- | ---------------- | --------------- | -------------------- | -------------- | ----------- | --------------- |  | ------------ |
| 1973 |                 |               |                      |                |                  |                 | 11e                  |                |             |                 |  |              |
| 1974 |                 |               |                      |                | 20e              | 21e             |                      |                |             | 33e             |  |              |
| 1975 | 61e             | 10e           | 27e                  |                | 5e               | 13e             |                      | Zilver         | 23e         | 68e             |  |              |
| 1976 | 44e             |               | 43e                  | 33e            | 21e              | 11e             |                      |                |             |                 |  |              |
| 1977 |                 |               | 5e                   | 19e            | 34e              | 8e              |                      |                | 18e         | 22e             |  |              |
| 1978 | 76e             | 10e           | ↑                    |                |                  | 13e             | 10e                  | 6e             | 5e          | 22e             |  |              |
| 1979 | 14e             |               |                      |                |                  | 7e              |                      | 4e             |             | 5e              |  | 18e          |
| 1980 | 30e             | 55e           | ↑                    |                | 13e              |                 |                      | Goud           |             |                 |  |              |
| 1981 |                 | 13e           |                      |                |                  |                 |                      |                | 49e         |                 |  |              |
| 1982 |                 |               | 4e                   |                |                  | 21e             |                      |                |             |                 |  | 6e           |
| 1983 | 53e             |               | 7e                   |                |                  |                 |                      |                | 7e          |                 |  |              |
| 1984 |                 | 96e           |                      |                |                  |                 |                      |                |             |                 |  |              |